# Червоний пролетар (футбольний клуб, Москва)
Футбольний клуб «Червоний пролетар» або просто «Червоний пролетар» (рос. Футбольный клуб «Красный пролетарий» Москва)  — радянський футбольний клуб з міста Москва. Заснований 1923 року.

## Хронологія назв
- 1923—1931: Клуб «Просвіти трудящих»;
- 1931—1936: Завод «Червоний пролетар»;
- 1936: «Батьківщина»;
- 1936—?: «Червоний пролетар».

## Історія
Брав участь у чемпіонаті Москви з футболу. Згодом змінювалась назва спортивних товариств — «Батьківщина», «Салют», «Труд», до яких належав спортивний колектив верстатобудівного заводу «Червоний Пролетар», але мета залишалася незмінною — розвиток спорту, і в першу чергу футболу та хокею, в районі. У 1938 році після невдалого виступу в Кубку СРСР на всесоюзному рівні виступив у 1969 році (в московській зоні класу «Б» першості СРСР). Також згадується назва ЗЧП (Завод «Червоний пролетар»). У перші повоєнні роки тут почали грати олімпійські чемпіони Мельбурна Анатолій Ісаєв, Михайло Огоньков, Анатолій Масленкін. У дитячих командах «Червоного Пролетаря» отримав футбольну освіту майбутній головний тренер збірної команди Росії Борис Ігнатьєв. З командами футбольного клубу працювали в ті роки Г. Путілін, Г. Дуганов, В. Жмельков, Я. Тарабрін.

## Досягнення
- Зональний турнір класу «Б» чемпіонату СРСР
  - 14-е місце (1): 1969

- Кубок СРСР
  - 1/256 фіналу (1): 1938

- Чемпіонат Москви
  - 4-е місце (3): 1929 (осінь), 1931, 1934 (весна)

## Відомі гравці
Вихованці
- Анатолій Ісаєв
- Михайло Огоньков
- Анатолій Масльонкін

## Відомі тренери
- Гаврило Путилін
- Владислав Жмельков
- Григорій Дуганов